# Diane Francœur
Diane Francœur est une gynécologue québécoise qui a été la première femme présidente de la Fédération des médecins spécialistes du Québec de 2014 à 2021.

## Carrière
Diane Francœur a obtenu son doctorat en médecine à l’Université Laval en 1987 et sa spécialisation en obstétrique gynécologique en 1992 à l’Université de Montréal.
Pendant sa présidence à la FMSQ, plusieurs ententes ont été conclues avec le Ministère de la santé, notamment:
- Élargissement de l'accès aux échographies dans les cliniques privées en 2017, dorénavant entièrement couvertes par la RAMQ[3]
- Faire pression sur le gouvernement québécois pour reconnaître la nécessité des masques et sensibilisé la population au délestage de chirurgies et autres conséquences de la crise sanitaire de 2020-2021[4]

## Présidences et conseils d'administration
- Présidente de l’Association des obstétriciens et gynécologues du Québec 2006 à 2008
- Présidente de la Société des obstétriciens et gynécologues du Canada 2014 et 2015
- Présidente de la Fédération des médecins spécialistes du Québec (FMSQ) 2014-2021